# Dozownik

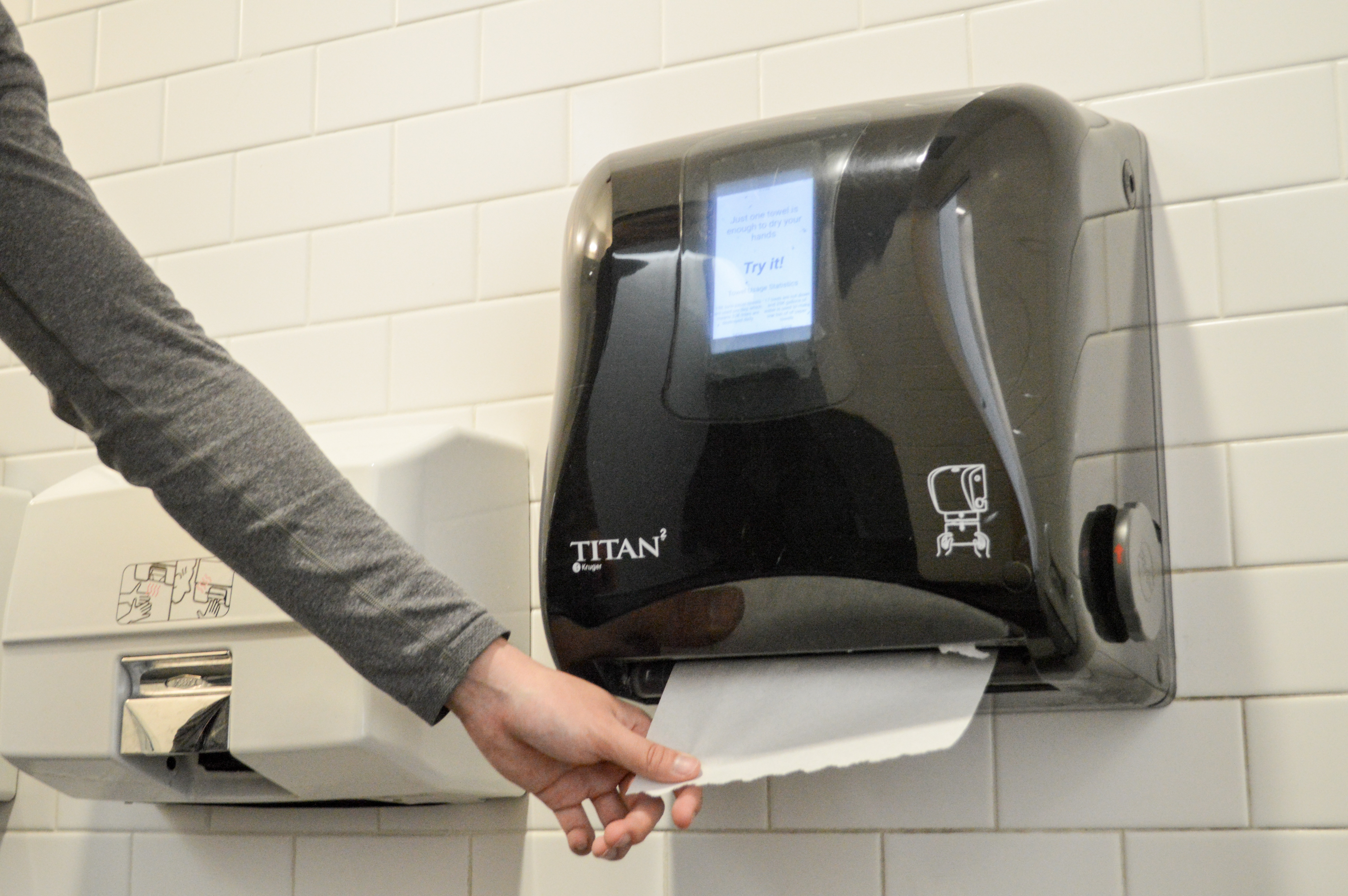
Dozownik papierowych ręczników

Dozownik, dyspenser, dawkownik, dozator – urządzenie wydzielające w zadanych porcjach (dozach) materiał lub czynnik. Porcja może być odmierzana objętościowo, wagowo lub czasem trwania. Dozownik ułatwia wykonywanie codziennych czynności i pozwala oszczędnie gospodarować materiałami lub czynnikami.
Dozowniki są popularnymi urządzeniami, mającymi wszechstronne zastosowanie: dozowniki na środki higieniczne czy chemiczne, dozowniki napojów czy sosów w gastronomii, dozowniki w akcesoriach gospodarstwa domowego, dozowniki w przemyśle dozujące materiały podczas produkcji. W kilka takich urządzeń wyposażona jest toaleta: dozownik mydła, dozownik wody w spłuczce, „dawkownik czasu” wyłączający wentylator po pewnym czasie od zgaszenia światła.
W dozowniki wyposażone są również automaty samosprzedające do napojów. Pierwszy opisany automat do wydawania wody skonstruował Heron z Aleksandrii (I wiek n.e.) 